# Университет Новой Англии
Университет Новой Англии (англ. University of New England (UNE)) — австралийский общественный университет, в котором учатся около 18 000 студентов, получающих высшее образование. Его первоначальный и главный университетский городок расположен в городе Армидейл в северной части Нового Южного Уэльса.
Университет Новой Англии — первый австралийский университет, открытый за пределами столицы.
Ежегодно университет выделяет свыше $2.5 миллионов в качестве стипендий, разнообразных премий и т.п., а также свыше $18 миллионов для штатных сотрудников и студентов, задействованных в научных исследованиях. 

## История
Университет был первоначально сформирован в 1938 году как университетский колледж Новой Англии, который был частью Сиднейского университета. Он стал полностью независимым в 1954 году. В 1967 году в университете был создан педагогический факультет.
В 1989 году университет Новой Англии претерпел серьезную реструктуризацию. Закон об университете Новой Англии 1989 года превратил университет в сетевой университет с несколькими филиалами. Они состояли из кампуса в Армидейле, в который вошли бывший Университет Новой Англии и Колледж повышения квалификации Армидейла; и кампус в Лисморе, включающий бывший Колледж повышения квалификации Северных рек.
В ноябре 1993 года университет Новой Англии был снова реформирован с принятием Закона об университете Новой Англии 1993 года и Закона об университете Южного Креста 1993 года через парламент Нового Южного Уэльса. Этот закон привел к демонтажу сети университета. университет Новой Англии с 1994 года имеет только один кампус в Армидейле. Был создан новый университет (Университет Южного Креста) с кампусами в Лисморе и Кофс-Харборе; кампус Orange был объединен с Сиднейским университетом.
В ноябре 2006 года перед университетом встала проблема плагиата, тогда университет начал осуществление некоторых мер по сохранению своей академической целостности. 

## Исследования
Университет Новой Англии сохраняет лидерство среди исследований в области медицины.
Особенно активно среди многих отраслей идут исследования в аграрных науках, экономике, лингвистике и археологии. К настоящему времени университет подготовил около 700 кандидатов наук. 

## Факультеты
Университет Новой Англии разделён на два основных факультета, которые в свою очередь разделены на десять многих дисциплинарных колледжей. Каждый факультет возглавляет декан.
В состав университета входят следующие факультеты и колледжи:
- Факультет искусств и наук
  - Школа искусств
  - Колледж социальных наук
  - Школа гуманитарных наук
  - Колледж аграрных наук и окружающей среды
  - Школа науки и техники
- Факультет профессий
  - Школа бизнеса, экономики и общественной политики
  - Школа права
  - Школа образования
  - Школа здоровья
  - Школа медицины[5]

Университет в настоящее время предлагает более 200 программ обучения в 23 областях знаний. 

## Выпускники
Более 75 000 человек сейчас имеют диплом университета Новой Англии, как в Австралии, так и за её пределами. Воспитанники университета часто проявляют активность в жизни альма-матер, что позволяет заведению продолжать расширение своей работы. 